# ГЕС Tafjord 4
ГЕС Tafjord 4 — гідроелектростанція на півдні Норвегії за сім десятків кілометрів на південний схід від Алесунну. Знаходячись після ГЕС Tafjord 5, становить нижній ступінь гідровузла, котрий використовує ресурс з басейнів як Норвезького моря, так і протоки Скагеррак.
Відпрацьований станцією Tafjord 5 ресурс надходить до водосховища Zakariasvatnet, розташованого на річці Rødalselva, котра впадає праворуч до Tafjordvassdraget незадовго до завершення останньої у Tafjorden (найбільш східна частина Norddalsfjorden, який сполучається з Норвезьким морем південніше від Алесунна). Цей резервуар утримує бетонна аркова гребля висотою 95 метрів та товщиною від 1 (по гребеню) до 6 (по основі) метрів, яка потребувала 20 тис. м3 матеріалу. Сховище має площу поверхні 1,36 км2 та корисний об'єм 70 млн м3, що забезпечується коливанням води між позначками 375 та 450 метрів НРМ (з них лише на 1 метр за рахунок здреновування нижче природного рівня).
Зі сховища у північно-західному напрямку прокладено дериваційний тунель довжиною 4,3 км, до якого приєднується бічне відгалуження довжиною понад 2,5 км від водозабору на Muldalselva (впадає до Tafjorden на північний схід від устя Tafjordvassdraget). По завершенні тунель переходить у напірну шахту довжиною 0,5 км з перетином 16 м2.
У підземному машинному залі встановлено дві турбіни типу Френсіс потужністю по 55 МВт, які використовують напір у 430 метрів та забезпечують виробництво 519 млн кВт-год електроенергії на рік.
Відпрацьована вода по відвідному тунелю транспортується до розташованого неподалік Tafjorden.